# Stichting Saamaka Akademiya
Stichting Saamaka Akademiya is een Surinaamse non-profit organisatie. Ze fungeert als een academie en richt zich op het behoud en de bevordering van aspecten uit de Saramaccaanse cultuur, met name de Saramaccaanse taal.

## Activiteiten
De organisatie werd begin jaren 2010 opgericht en lanceerde in september 2012 haar eerste activiteit met de organisatie van een seminar Saramaccaans. Docenten waren Berry Vrede, initiatiefnemer van het Saamaka Marron Museum rond 2010, cultuuronderzoeker Randolf Linga en antropoloog Salomon Emmanuels. Samen met NAKS organiseerde de Akademiya in 2014 een workshop in conflictoplossing.
Daarnaast werkte Saamaka Akademiya begin jaren 2010 samen met het directoraat Cultuur aan het institutionaliseren van het Saramaccaans, oftewel het gebruik van de taal in de openbare ruimte zoals op de radio en met in november 2012 de publicatie van de eerste gedichtenbundel in het Saramaccaans. In 2021 committeerde ze zich aan de oprichting van de Associatie Surinaamse Taalgemeenschappen.

## Oprichtingsbestuur
Het oprichtingsbestuur bestond uit de volgende leden:
- Marijke Agwense, voorzitter
- Ifna Vrede, vicevoorzitter
- Justina Eduards, eerste secretaris
- Annelies Agwense, tweede secretaris
- Wilco Finisie, penningmeester